# Bazylika trójkościelna

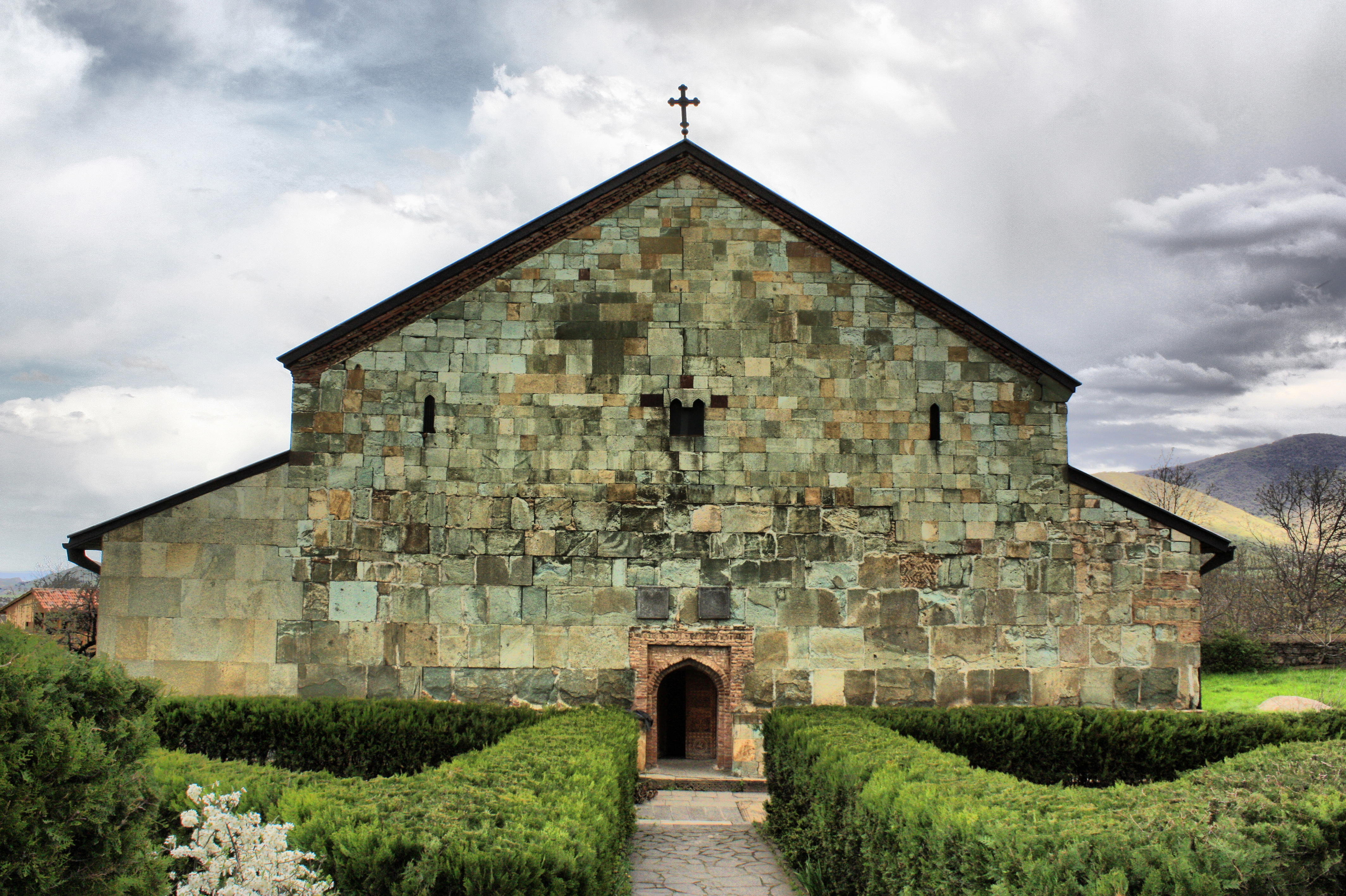
Kościół Bolnisi Sioni, przykład bazyliki trójkościelnej.

Bazylika trójkościelna, też bazylika trzechcerkiewna (gruz. სამეკლესიანი ბაზილიკა, trl. samek'lesiani bazilik'a) – specyficzny typ bazyliki, rozwinięty i rozpowszechniony w gruzińskiej chrześcijańskiej architekturze sakralnej wczesnego średniowiecza. W tego typu bazylice centralna nawa jest całkowicie oddzielona od naw bocznych solidnymi ścianami. Tworzy to trzy pozornie niezależne kościoły. Przyczyna tego rozwiązania strukturalnego nie jest znana, ale może ona być liturgiczna. Niektóre z najwcześniejszych kościołów w Gruzji były wzorowane na tym projekcie przed standaryzacją budynków kościelnych i liturgii w VII wieku.

## Konstrukcja
Z zewnątrz trójkościelne bazyliki wyglądem przypominają tradycyjną bazylikę trójnawową, o podobnej sylwetce, z wysoką częścią środkową krytą dachem dwuspadowym i niższymi częściami bocznymi, z których każda kryta jest dachem jednospadowym. W odróżnieniu od tradycyjnej trójnawowej bazyliki – zakończonej od wschodu sanktuarium i posiadającej nawy północną i południową – bazylika trzechcerkiewna została zaprojektowana tak, aby nie było bezpośredniej komunikacji pomiędzy nawą główną a nawami bocznymi. W miejsce kolumn lub filarów oddzielających nawy w tradycyjnej bazylice, w bazylice trójkościelnej zastosowano ściany. W starszych typach bazylik trójkościelnych nawy boczne połączone były z nawą główną jedynie otworami drzwiowymi, w nowszych (jak np. bazylika Nekresi w Kachetii) nawy połączone są po stronie zachodniej przedsionkiem. Innym rozwiązaniem było częściowe otwarcie naw bocznych przez arkady umieszczone w centralnych odcinkach północnej i południowej ściany nawy głównej.

## Rozwój

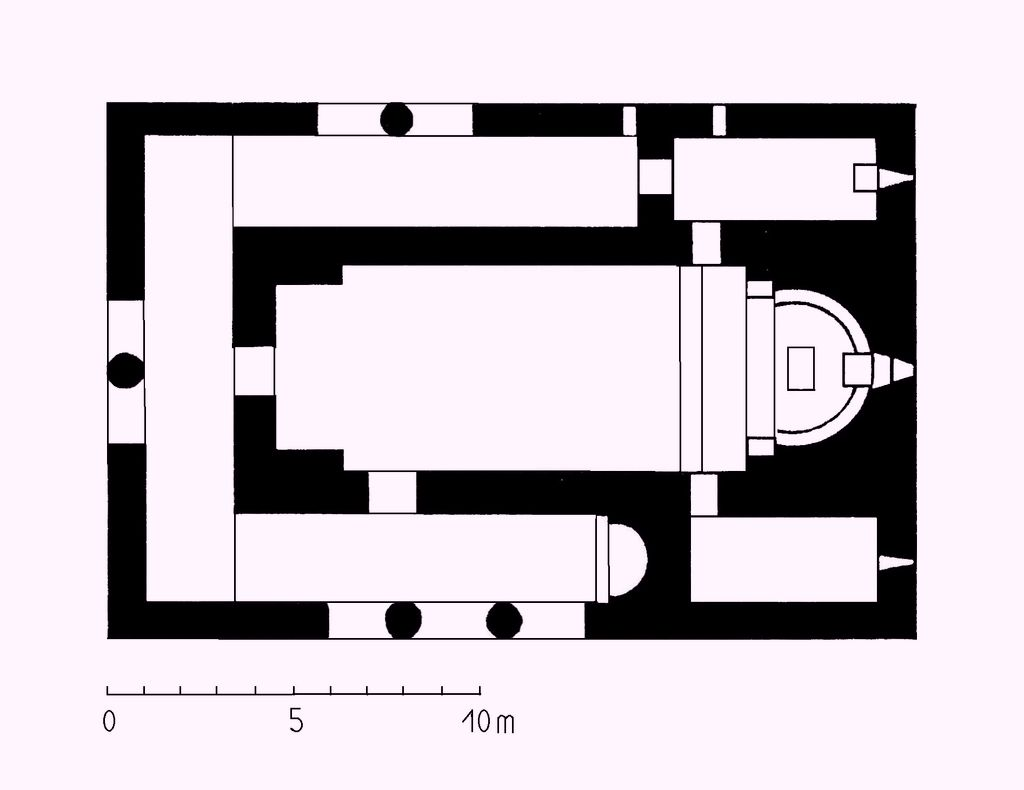
Plan kościoła Zegaani, bazyliki trójkościelnej.

Termin „bazylika trójkościelna” został po raz pierwszy wprowadzony przez gruzińskiego historyka sztuki Giorgiego Czubinaszwilego, który stwierdził, że inspiracja pochodziła z Syrii i te osobliwe kościoły, wzorowane na pierwszym kościele w Nekresi, zaczęły się rozprzestrzeniać w Gruzji w połowie VI wieku. Istnienie takich kościołów w Syrii nie zostało udowodnione, co czyni bazylikę trójkościelną osobliwym zjawiskiem typowo gruzińskim – lokalną adaptacją wschodniorzymskiego modelu trójnawowego. Odkrycia archeologiczne we wschodnim gruzińskim regionie Kachetia, zwłaszcza te z dużych zrujnowanych bazylik w Czabukauri i Dolochopi przenoszą powstanie typu bazyliki trójkościelnej na koniec IV wieku, czyli na okres kilkudziesięciu lat po przyjęciu chrześcijaństwa we wschodnim gruzińskim królestwie Kartlii – Królestwa Iberii według źródeł klasycznych. Późniejsze przykłady można znaleźć w Dolnej Kartlii, jak np. kościoły z V wieku w Kwemo Bolnisi i Bolnisi Sioni, a także w Kachetii, jak bazyliki z VI wieku w Nekresi, Zegaani i Dzweli Szuamta. Od końca V wieku gruzińscy budowniczowie kościołów przeszli w stronę mniejszych, centralnie planowanych budowli; sposób, w jaki nastąpiło to przejście, nie jest w pełni zrozumiały.
Przyczyny takiego rozwoju architektonicznego nie są znane. Guram Kipiani argumentuje, że formę bazyliki składającej się z trzech kościołów można powiązać z wpływami perskimi, a zwłaszcza z manichejskim projektem świątyni, przykład którego odkryto w Nekresi, pomiędzy dwiema wczesnochrześcijańskimi bazylikami Czabukauri i Dolochopi. Według Zazy Aleksidze projekt potrójnego kościoła był architektonicznym rozwiązaniem istotnego dualizmu wyznaniowego, jaki istniał w późnoantycznej Kartlii, i te formy bazyliki służyły zarówno społecznościom chalcedońskim, jak i niechalcedońskim.